# Танзанийски дукер
Танзанийският дукер (Cephalophus spadix) е вид бозайник от семейство Кухороги (Bovidae). Видът е застрашен от изчезване.

## Разпространение и местообитание
Разпространен е в Танзания.